# WR 136
WR 136 (V1770 Cygni / HD 192163 / HIP 99546) es una estrella en la constelación de Cygnus, el cisne, de magnitud aparente +7,48, situada en el centro de la nebulosa Medialuna. Se encuentra a unos 4110 años luz (1260 pársecs) de distancia del sistema solar.
WR 136 es una estrella de Wolf-Rayet de tipo espectral WN6 con una luminosidad 500 000 veces superior a la del Sol.
Tiene una temperatura superficial de 73 000 K.
Su edad se estima en solo 4,5 millones de años, una milésima parte de la edad del Sol, pero ya se encuentra en las fases finales de su evolución estelar.
Anteriormente fue una supergigante roja con una masa 30 veces mayor que la del Sol y hace unos 250 000 años expulsó sus capas exteriores. Ahora, en su fase como estrella de Wolf-Rayet, el material que fue expelido es alcanzado por el fuerte viento estelar que surge de la estrella y calentado, por lo que resplandece nuevamente, formando la nebulosa de emisión. La estrella pierde masa muy deprisa, el equivalente a la masa solar cada 10 000 años. Se estima que en unos 100 000 años —si todavía es suficientemente masiva— explotará como una supernova.
Recientemente se ha propuesto que WR 136 puede ser una estrella binaria.
Su compañera, de tipo espectral K o M, emplearía algo más de 5 días en completar una órbita alrededor de la estrella principal, siendo en tal caso el sistema un posible precursor de una binaria de rayos X de baja masa (LMXB en inglés).